# 小行星15620
小行星15620（15620 Beltrami）是一颗绕太阳运转的小行星，为主小行星带小行星。该小行星于2000年4月29日发现。

## 轨道参数
小行星15620的轨道半长轴为2.4243820 UA，离心率为0.149。